# Mazurka's, opus 24 (Chopin)
De Mazurka's, opus 24 zijn vier mazurka's die door de Poolse componist Frédéric Chopin werden gecomponeerd. Hoewel de individuele nummering van 14 tot 17 loopt, worden ze binnen het opusnummer doorgaans genummerd van 1 tot 4. Ze werden geschreven in 1834-1835 en gepubliceerd in 1836.

## Mazurka nr. 1 in g mineur
De eerste mazurka, in g mineur, start met een relatief traag en ingetogen aandoend thema met gepunteerde figuren, dat snel wordt afgewisseld met een meer prikkelende melodie waarin antimetrische figuren de bovenhand nemen. Dit gedeelte wordt volledig herhaald, waarna een derde thema wordt ingezet, bestaande uit tertsakkoorden in gepunteerde vorm. Nadien wordt het beginthema herhaald.

## Mazurka nr. 2 in C majeur
De tweede mazurka is geschreven in C majeur en doet door de talrijke antimetrische figuren en de puntering zeer speels en luchtig aan. De begeleiding bestaat vrijwel zuiver uit consonante akkoorden. Het middengedeelte heeft een karakter van een mars.

## Mazurka nr. 3 in As majeur
De derde mazurka, gecomponeerd in As majeur, zet in met een traag lyrisch thema dat doorheen het volledige werk verweven is met kortere passages.

## Mazurka nr. 4 in bes mineur
De vierde mazurka, geschreven in bes mineur, is de langste uit dit opus. Het beginthema heeft ietwat verwrongen karakter, doch is stuwend van aard door de dynamiekwisselingen, de gepunteerde figuren en de sporadische octaveringen in de sopraan. De tussenpassage wordt zeer legato gespeeld en is door het beperktere toonbereik rustiger. De overgang naar het eerste thema is opnieuw woeliger door de versnelde ritmiek, het gebruik van antimetrie in de sopraan en de zwaarwichtige baspartij. De mazurka eindigt met het beginthema dat vrij snel na het inzetten wordt gemodificeerd tot een rustiger gedeelte.